# Mint (愛内里菜の曲)
「Mint」（ミント）は、2007年8月15日に発売された、女性歌手愛内里菜の24枚目のシングル。CDコードはGZCA-7094。

## 概要
- 前作から約8ヶ月ぶりのリリースなった。
- 表題曲・カップリング曲共に、作曲・編曲は愛内の楽曲に初参加となる作家を起用した。
- 本作のキャッチコピーは「リズム爽ヤカ! ココロスッキリ!!」。

## 収録曲
1. Mint
  - 作詞：愛内里菜　作曲・編曲：泉田大志

日々何かに追われながらも「あなた」を大切にしたい、そばにいたい、という女性の心境をミントのフレーバーになぞらえて歌ったダンスチューンとなっている。[1]
2. yellow carpet
  - 作詞：愛内里菜　作曲・編曲：平賀貴大

銀杏並木の道が、イエローカーペットとなって幸せへの道へつながっていく情景を描いたロックナンバーとなっている。[2]
3. Mint -japanative cruise mix-
4. Mint -instrumental-
5. yellow carpet -instrumental-

## タイアップ
- 中京テレビ・日本テレビ系『スーパーチャンプル』8月エンディングテーマ（#1）
- 全国30局ネット『MU-GEN 〜Music Generations〜』8月度エンディングテーマ（#1）

## 収録アルバム
- TRIP（#1）
- ALL SINGLES BEST 〜THANX 10th ANNIVERSARY〜（#1）
- COLORS（#2）